# Shriya
Shriya Saran (in telugu శ్రియా శరణ్, Śriyā Śaraṇ; in tamil சிரேயா சரன், Cirēyā Caraṉ; in hindī श्रिया सरन, Śriyā Sarana; Dehradun, 11 settembre 1982) è un'attrice indiana.
Conosciuta anche solo con il nome di Shriya, è un'attrice, presentatrice e modella indiana.

## Biografia
Shriya è nata a Dehradun da Pushpendra Saran e Neeraja Saran. Il padre ha lavorato in una delle più grandi aziende di manifattura e ingegneria indiane mentre la madre è stata insegnante di chimica presso la scuola pubblica di Delhi in cui Shriya ha compiuto gli studi. Ha anche un fratello, Ahiroop, che vive a Mumbai. Ha lavorato in molte case produttrici minori del cinema indiano, recitando in Tamil, Hindi e Telegu. Il suo esordio cinematografico è avvenuto nel 2001. Oltre al suo lavoro di attrice, Shriya è l'ambasciatrice di alcuni marchi indiani per la bellezza, cura del corpo e la salute e ha preso parte a numerose iniziative benefiche.
L'11 gennaio 2008 un'organizzazione Hindu a Chennai ha presentato una formale denuncia alla polizia per il vestito indossato da Shriya durante la celebrazione di un suo film. Secondo il presidente dell'organizzazione, Shriya avrebbe offeso la loro cultura. L'attrice si è scusata dicendo che stava girando un film e si era presentata alla celebrazione senza cambiare l'abito ignorando che il suo vestiario avrebbe potuto offendere la cultura Tamil Nadu.

## Filmografia parziale
- Tujhe Meri Kasam, regia di Vijay K. Bhaskar (2003)
- Arasu, regia di Mahesh Babu (2007)

- Amore in linea (The Other End of the Line), regia di James Dodson (2008)
- I figli della mezzanotte (Midnight's Children), regia di Deepa Mehta (2012)
- Zila Ghaziabad, regia di Anand Kumar (2013)
- Drishyam, regia di Nishikant Kamat (2015)
- RRR, regia di S. S. Rajamouli (2022)